# Interventi fiscali sull'energia termica in Italia
L'energia termica in Italia è prodotta principalmente attraverso diverse fonti di energia rinnovabile e tradizionale. L'energia termica è utilizzata per riscaldare edifici, fornire acqua calda sanitaria, alimentare processi industriali e altre applicazioni.
Gas Naturale: Il gas naturale è una fonte comune di energia termica in Italia ed è utilizzato per il riscaldamento domestico e industriale. È ampiamente utilizzato nei sistemi di riscaldamento centralizzato e per la produzione di acqua calda sanitaria.    Pompe di Calore: Le pompe di calore sono sempre più utilizzate per l'energia termica in Italia. Sfruttando l'energia geotermica, l'energia dell'aria o l'energia delle acque sotterranee, le pompe di calore possono fornire riscaldamento ed acqua calda sanitaria in modo efficiente.    Energia Solare Termica: L'Italia gode di un'abbondante radiazione solare, e l'energia solare termica viene utilizzata per riscaldare l'acqua negli impianti solari termici installati sui tetti di edifici residenziali e commerciali. Questi sistemi riducono la dipendenza da fonti di energia convenzionale.    Biomassa: La biomassa, inclusa la combustione di legna da ardere e altri combustibili a base di biomassa, è utilizzata per produrre energia termica in alcune aree dell'Italia. Questa fonte di energia rinnovabile può essere utilizzata per riscaldare edifici e generare acqua calda.    Riscaldamento a Distretto: In alcune città italiane, i sistemi di riscaldamento a distretto forniscono energia termica a interi quartieri. Questi sistemi utilizzano fonti di energia centralizzate, come caldaie a gas naturale o impianti di teleriscaldamento, per distribuire energia termica tramite una rete di condotte.    Cogenerazione: La cogenerazione è un processo in cui viene prodotta energia termica insieme all'energia elettrica. Questo approccio può essere utilizzato in industrie e strutture commerciali per massimizzare l'efficienza energetica. L'Italia sta investendo sempre di più nelle energie rinnovabili e nell'efficienza energetica per ridurre l'impatto ambientale e la dipendenza dai combustibili fossili. L'utilizzo di fonti di energia termica sostenibile è un passo importante verso la transizione a un sistema energetico più pulito e sostenibile.
L'utilizzo delle fonti di energia la cui combustione genera emissioni di anidride carbonica, provoca delle alterazioni al clima che necessitano di essere regolate adeguatamente poiché altrimenti finirebbero per danneggiare smisuratamente l’ambiente e insieme ad esso l'intera collettività mondiale.

## Carbon Tax
In adempimento agli impegni assunti in occasione della Conferenza di Kyoto del 1997, con l’obiettivo di ridurre le emissioni di anidride carbonica, di stimolare l'efficienza energetica e l'innovazione tecnologica, nonché l'impiego di fonti rinnovabili, è stato ritenuto opportuno utilizzare lo strumento della fiscalità ambientale ed è stata perciò istituita, con l’articolo 8 c. 7 L. 23 dicembre 1998, n. 448 la c.d. Carbon Tax. 
Il comma in esame prevedeva un'imposta di mille lire a tonnellata sui consumi di carbone, coke petrolifero e il tipo di bitume denominato orimulsion cui erano tenuti gli esercenti dei grandi impianti di combustione anche se lo stesso comma venne successivamente abrogato mediante d.lgs. 2 febbraio 2007, n. 26. 
Nonostante lo sforzo legislativo compiuto nel 1998, la carbon Tax costituisce un progetto che, almeno per quanto riguarda lo Stato italiano, non ha mai avuto una concreta attuazione. Non solo: il 2020 si è chiuso senza la previsione, nell’ultima legge di bilancio, di tagli ai moltissimi sussidi relativi alle fonti fossili previsti per le imprese e questo nonostante sia stata istituita un’apposita Commissione denominata “Commissione interministeriale per lo studio e l’elaborazione di proposte per la transizione ecologica e per la riduzione dei sussidi ambientalmente dannosi” .  
In realtà, tra i possibili percorsi verso la riduzione delle emissioni indicati dal mondo scientifico, anche sulla base di quanto sostenuto dal Fondo monetario internazionale, la Carbon Tax costituisce lo strumento più efficace e potente per combattere l’emergenza climatica e per consentire una scelta orientata verso l’utilizzo delle fonti rinnovabili. Sebbene la Carbon Tax potrebbe condurre a risultati significativi sia sull’uso delle fonti rinnovabili che sulla riduzione delle emissioni essa non può costituire l’unica soluzione al problema ambientale e dunque dovrà essere necessariamente affiancata ad ulteriori soluzioni, prima fra tutte l’eliminazione dei sussidi alle fonti fossili e l’investimento verso l’innovazione delle tecnologie. In altre parole, occorrerà una combinazione di fattori, all’interno della quale maggior peso sarà ricoperto proprio dalla Carbon Tax e in tal senso, proprio in vista del fatto che le cause e l’impatto del cambiamento climatico costituiscono un tema d’interesse per l’intero globo, occorrerà l’azione coordinata fra tutte le Nazioni. 

## Robin Hood Tax
Un ulteriore intervento fu poi la cd. Robin Hood tax, istituita dall’art. 81 del D.L. 25 giugno 2008, n. 112, convertito con alcune modificazioni dalla L. 6 agosto 2008, n. 133, la quale prevedeva l’addizionale all'Imposta sul reddito delle società (IRES) cui erano tenute, fra le altre, le imprese che avessero conseguito nel periodo di imposta un volume di ricavi superiore ai 25 milioni di euro e operanti nella raffinazione, produzione e commercializzazione di benzine, petroli, gasoli, GPL, nonché nella produzione e commercializzazione di energia elettrica.  
Con sentenza n. 10 del 9 febbraio 2015, la Corte costituzionale ne dichiarò l’illegittimità costituzionale per violazione dei principi di eguaglianza, ragionevolezza e capacità contributiva dettati dagli articoli 3 e 53 della Costituzione [54]. 
La violazione dei suddetti principi era dovuta, ai sensi della Corte, a tre principali ragioni: in primo luogo, l’addizionale Ires in questione costituiva un incremento di aliquota rispetto a tutto il reddito d’impresa e non solo ai “sovra-profitti”; in secondo luogo perché nonostante la sua istituzione fosse dovuta alla situazione di crisi economica e al contemporaneo rialzo dei prezzi delle materie prime essa aveva finito per divenire strutturale e infine perché non erano previsti idonei meccanismi atti a verificare che gli oneri fiscali non venissero trasferiti dagli operatori sui consumatori.

### Esplicative
1. ↑  Ossia coloro che possedevano un insieme di impianti di combustione localizzati in un medesimo sito industriale a condizione che almeno uno di detti impianti avesse una potenza termica nominale pari o superiore a 50 MW.
2. ↑  Si pensi ai sussidi alle trivelle, CIP6 alle fonti assimilate, esenzioni per imprese energivore, capacity market, incentivi indiretti alle aree geograficamente svantaggiate, finanziamenti pubblici, contributi alla capacità, incentivi alla gassificazione da fossili, fino a garanzie e prestiti pubblici.
3. ↑  La Commissione è composta, oltre che da esperti del ministero dell’Ambiente, da esponenti dei ministeri dell’Economia, delle Infrastrutture e Trasporti, delle Politiche agricole, dello Sviluppo Economico.
4. ↑  Secondo uno studio pubblicato su Nature dal titolo “Limited emission reductions from fuel subsidy removal except in energy-exporting regions” la sola rimozione di sussidi alle fonti fossili a livello globale produrrebbe, entro il 2030, una diminuzione delle emissioni di CO₂ compresa tra l’1 e il 5%, pari a una quantità compresa tra 0,5 e 2 miliardi di tonnellate di CO₂ dunque una cifra molto inferiore agli impegni fissati nell’accordo di Parigi che richiede invece una diminuzione di 4-8 miliardi di tonnellate di CO₂, che peraltro non permetterà ugualmente di rimanere sotto i 2 °C.

### Bibliografiche
1. ↑   G. Silvestrini, “Come si può fermare il riscaldamento climatico”, 2020,  p. 7.
2. ↑   P. Boria, "L'illegittimità costituzionale della "Robin Hood Tax" e l'enunciazione di alcuni principi informatori del sistema di finanza pubblica, 2015, pp. 384 e ss.